# Bolus (medycyna)
Bolus – pojęcie określające podanie leku w dużej dawce, mające na celu uzyskanie efektywnego stężenia w tkankach w jak najkrótszym czasie. Zakłada się, że biodostępność leku podanego dożylnie w bolusie wynosi 100%.